# Gößnitz (vogtländisches Adelsgeschlecht)

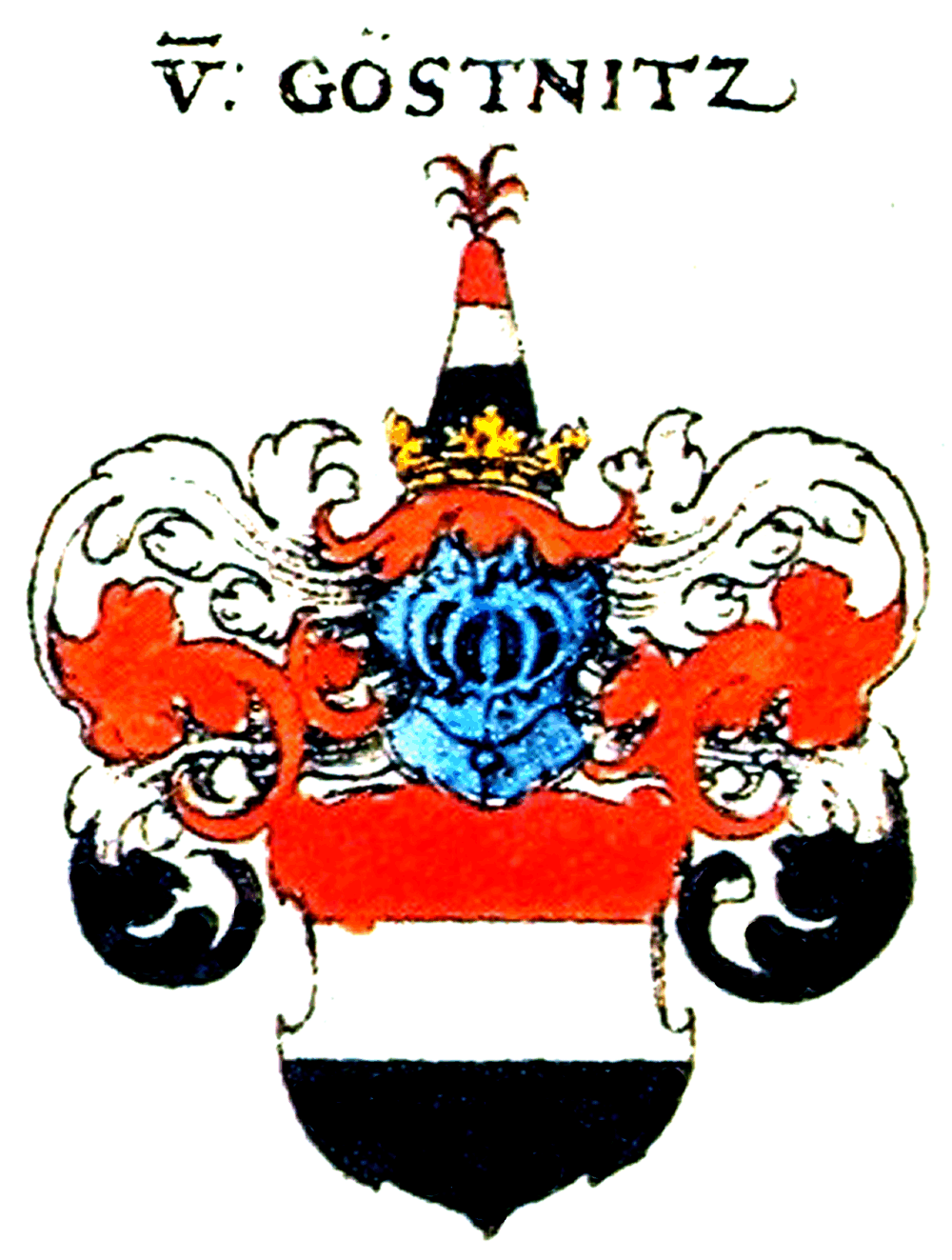
Wappen derer von Gößnitz/Jößnitz in Siebmachers Wappenbuch (1605)

Die Adelsfamilie von Gößnitz, auch Jößnitz, Gössnitz oder Jhessnicz, war ein vogtländisches Uradelsgeschlecht aus Jößnitz, nördlich von Plauen oder aus dem Ort Gößnitz im Altenburger Land, wo der Ort Goßenicz erstmals 1253 urkundlich genannt wurde.

## Geschichte
Erstmals mit Tuto von Gößnitz 1253 und darauf folgend mit Dietrich von Gößnitz 1267 und Theodosius de Jesczenicz 1282 namentlich erwähnt. Die vogtländische Stammreihe beginnt mit Heinrich von Jeßnitz, der 1362 mit Gütern im Gericht Adorf belehnt wurde. 1483 werden genannt Erenberg von Jhessnicz und seine Söhne Heinrich und Paulsen. In der Guttenberger Fehde von 1380 finden sich Familienmitglieder auf der Seite der Vögte und des Markgrafen von Meißen. Im Amtserbbuch 1542 wird Albrecht von Gessnitczs genannt. Die Familie, die sich erst später von Gößnitz schrieb, hatte Güter in Adorf (im 18. Jh. Georg Wolff v. G. auf Gugelspurgk, Jugelsburg, Ingelsberg, einem Ortsteil von Adorf), im Erzgebirge und in Zwickau. Die noch heute lebenden von Gößnitz sind nicht adlig und entstammen einer weiblichen Linie derer von Gößnitz.

## Wappen
Der Schild derer von Gößnitz ist von Rot, Silber und Schwarz geteilt. Auf dem Helm ist ein wie der Schild gezeichneter Spitzhut mit silberner Stulp, welcher mit 4 schwarzen Hahnenfedern besteckt ist. Die Decken sind Rot und Silber.
Wappenverwandt mit den Familien v. Feilitzsch, v.d. Heyde/Heydte, v. Hundelshausen, v. Zedtwitz, v. Perglas,  v. Röder, v. Machwitz sowie den v. Radwitz/Rebitz/Redwitz. Inwieweit eine Stammesverwandtschaft vorliegt, muss noch bewiesen werden.